# Brusnik (sziget)
Brusnik (olaszul: Meliselo) egy lakatlan sziget Horvátországban, Dalmáciában, Split-Dalmácia megyében, Vistől 23 km-re nyugatra, a szomszédos Sveti Andrija szigetétől délkeletre. 1951 óta védett geológiai lelőhely.

## Leírása
A sziget hosszúsága 300, legnagyobb szélessége 150 méter. Többnyire fekete vulkanikus kövekből (diabáz) épül fel, amelyekből régen őrlőkövek készültek. Erről kapta a horvát nevét is. Brusnik, Jabuka és Sv. Andrija szomszédos szigetein mágneses interferenciákat rögzítettek. Partjai sziklásak, északnyugati oldalán nagy kavicsokból áll. Brusnik délkeleti és északnyugati partja mentén több kis szikla található.

## Növényzet
A szigeten kevés a növényzet (főként kapribogyó). A szigeten endemikus növényként a dubrovniki imola (Centaurea ragusina) terem.

## Állatvilág
A szigeten a brusniki faligyík (Podarcis melisellensis) endemikus faja él. A környező tengerben a homár és a szardínia halászterülete található.

## Fordítás
Ez a szócikk részben vagy egészben  a   Brusnik című horvát Wikipédia-szócikk ezen változatának fordításán alapul.  Az eredeti cikk szerkesztőit annak laptörténete sorolja fel. Ez a jelzés csupán a megfogalmazás eredetét és a szerzői jogokat jelzi, nem szolgál a cikkben szereplő információk forrásmegjelöléseként.